# Carl von Behr (Politiker, 1865)

Carl Friedrich Felix Graf von Behr (1865–1933)

Carl Friedrich Felix Graf von Behr (* 24. April 1865 in Behrenhoff; † 5. September 1933 ebenda) war Rittergutsbesitzer in der Provinz Pommern und preußischer Politiker.

## Leben
Carl (genannt Charly) Graf von Behr entstammte der auf Behrenhoff im Landkreis Greifswald in Pommern ansässigen Gützkower Linie der Adelsfamilie von Behr. Er war der Sohn der Carl von Behr (1835–1906) und der Karoline Freiin von Krassow. 1884 wurde er Mitglied des Corps Saxo-Borussia Heidelberg.
Er war von 1895 (1905) bis 1918 Landrat des Kreises Greifswald. In seiner Amtszeit setzte er sich besonders für den Bau der Kleinbahnen im Kreis ein. Ab 1907 gehörte er dem Provinziallandtag der Provinz Pommern an. Seit 1910 war er Mitglied des Provinzialausschusses, dessen Vorsitzender er 1918 wurde. 1911 wurde er zum Königlichen Kammerherrn ernannt.
In den Jahren 1909 bis 1918 war er auf Präsentation des alten und des befestigten Grundbesitzes im Landschaftsbezirk Neuvorpommern und Rügen Mitglied des Preußischen Herrenhauses, wo er seit 1912 Vorsitzender der „Alten Fraktion“ war. Von 1921 bis 1923 gehörte er dem Preußischen Staatsrat an. Er war von 1921 bis 1933 Bevollmächtigter der Provinz Pommern zum Reichsrat.
Er war in erster Ehe seit 1897 mit Ester Adelheid von Caprivi (1868–1916) verheiratet und in zweiter Ehe mit Maria Mechtild von Heyden (* 1880). Er hatte keine eigenen Kinder und adoptierte als Nachfolger seinen Neffen Gerd von Behr (1915–1940).